# Marvin Harry Caruthers
Marvin Harry Caruthers (Des Moines, Iowa, 11 de fevereiro de 1940) é um bioquímico estadunidense.
Caruthers estudou na Iowa State University, onde obteve o bacharelado em 1962, obtendo um doutorado em bioquímica em 1968 na Universidade Northwestern. No pós-doutorado esteve até 1970 na University of Wisconsin e depois até 1972 no Instituto de Tecnologia de Massachusetts. A partir de 1973 foi Professor Assistente e a partir de 1980 Professor de bioquímica da Universidade do Colorado em Boulder.
Em 1996 recebeu um título de doutor honoris causa da University of Nebraska. É membro da Academia Nacional de Ciências dos Estados Unidos e da Academia de Artes e Ciências dos Estados Unidos. Recebeu a Medalha Prelog, a Medalha Elliott Cresson (1994), a Medalha Nacional de Ciências (2006) e o Prêmio em Ciências Químicas NAS (2014). 1980/1981 foi bolsista Guggenheim.

## Obras
- Gene Synthesis Machines: The DNA Chemistry and Its Uses. In: Science. Volume 230, Nr. 4723, 18 de outubro de 1985, p. 281–285, doi:10.1126/science.3863253